# Четверта англо-голландська війна
Четверта англо-голландська війна (англ. Fourth Anglo-Dutch War; нід. Vierde Engels-Nederlandse Oorlog) — збройний конфлікт між Королівством Великої Британії та Нідерландською республікою. Війна спалахнула через британські та голландські розбіжності щодо законності ведення голландської торгівлі з ворогами Британії у ході Американської війни за незалежність. Хоча Нідерландська республіка офіційно не вступила в союз з повсталими американськими колоніями та їхніми союзниками, американський посол (і майбутній президент) Джон Адамс зумів встановити дипломатичні відносини з Нідерландською республікою, зробивши її другою європейською державою, яка дипломатично визнала Континентальний конгрес у квітні 1782 року. У жовтні 1782 року також було укладено договір про дружбу та торгівлю.
Більша частина англо-голландської війни складалася із серії британських дій проти голландських колоніальних економічних інтересів, хоча британські та голландські військово-морські сили також одного разу зустрілися біля голландського узбережжя. Війна закінчилася катастрофічно для голландців і виявила слабкість політичних та економічних основ республіки.
Війна зупинила занепад Нідерландської колоніальної імперії та ще більше закріпила Велику Британію як провідну морську торгову державу.

## Передумови
Хоча з часів Славетної революції 1688 року Велика Британія та Нідерландська республіка були союзниками, голландці значною мірою були в альянсі скоріше молодшим партнером та повільно поступилися своїм колишнім домінуванням у світовій торгівлі британцям. Під час Другого бездержавного періоду Нідерландська республіка більш-менш відмовилася від своїх претензій на велику державу і це стало болісно очевидним для решти Європи під час Війни за австрійську спадщину. Ближче до кінця тієї війни в 1747 році революція оранжистів відновила інститут штатгальтера із значно розширеними їх повноваженнями і зробила штатгальтер спадковим. Це не призвело до відродження республіки як великої держави через те, що багато хто в республіці бачив це наслідком поганого управління штатгальтерським регентством під час меншості штатгальтера Вільгельма V, а згодом і під час його власного правління. Натомість під час Семирічної війни республіка зберігала впертий нейтралітет, що дозволило їй сильно знехтувати як армією, так і флотом. Штатгальтераський режим був пробританським, причому штатгальтер був онуком короля Великої Британії Георга II, але з цієї причини його супротивники віддавали перевагу Франції, і ці супротивники були досить сильними в Генеральних штатах Нідерландів (керівний орган Нідерландів Республіка, «першим слугою» якого був штатгальтер), підтримувати нейтралітет зовнішньої політики Нідерландів.
Спочатку британці вважали голландців своїми союзниками в їхніх спробах придушити повстання у їхніх тринадцяти північноамериканських колоніях. Вони намагалися «позичити» найману шотландську бригаду армії Нідерландів для використання в Америці, подібно до гессенського та брауншвейзького контингентів, які вони найняли та розгорнули у повсталих колоніальних володіннях. Цьому рішуче заперечували голландські симпатики Американської революції на чолі з бароном Джоаном ван дер Капелленом тот ден Полем, якому вдалося переконати Генеральні штати відмовити у проханні Британії.
Що ще важливіше, голландські купці, особливо з Амстердама, брали участь у постачанні зброї та боєприпасів американським повстанцям незабаром після початку Війни за незалежність США. Ця торгівля в основному велася через карибську перевалку на Сінт-Естатіус, острівну колонію голландської Вест-Індської компанії. Там американські колоніальні вироби, такі як тютюн та індиго, імпортувалися (всупереч британським навігаційним актам) і реекспортувалися до Європи. Натомість американці купували зброю, боєприпаси та військово-морські запаси, привезені на острів голландськими та французькими купцями. У 1776 році губернатор острова Йоханнес де Графф першим віддав честь прапору Сполучених Штатів, що призвело до зростання підозр британців щодо голландців. У 1778 році голландці відмовилися стати на сторону Великої Британії у війні проти Франції. Британці посилалися на низку старих договорів (1678, 1689, 1716), щоб республіка підтримала їх у військовому плані, але, як і під час Семирічної війни, уряд Нідерландів відмовився.
Після оголошення війни Францією Британії, амстердамські купці стали також активно брати участь у торгівлі морськими товарами із Францією. Французи потребували цих поставок для будівництва військово-морського флоту, але через блокаду з боку Королівського флоту (Франція була слабшою військово-морською силою в цьому конфлікті) не змогли отримати їх самостійно. Голландці отримали привілей завдяки поступці, отриманій після перемоги у Другій англо-голландській війні, відомому як принцип «вільне судно, безкоштовні товари», який був закріплений в англо-голландському торговельному договорі 1668 року, підтвердженому у Вестмінстерському договорі 1674 року. Відповідно до договору військово-морські запаси, включаючи корабельну деревину, щогли, лонжерони, полотно, дьоготь, мотузки та смолу, не вважалися контрабандою, і тому голландці могли вільно продовжувати торгівлю з Францією цими товарами. Через все ще важливу роль голландців у європейській транспортній торгівлі це відкрило велику лазівку в британському ембарго. Після цього британці в односторонньому порядку оголосили військово-морські запаси контрабандою та застосували своє ембарго, заарештувавши голландські та інші нейтральні кораблі у відкритому морі.
Це призвело до рішучих протестів голландських купців, котрі постраждали через ці дії, які вимагали запровадження конвоїв у супроводі кораблів флоту Нідерландів, щоб захистити їх від свавілля Королівського флоту та британських каперів. Згідно зі звичаєвим міжнародним правом, такі конвої були (і залишаються) звільненими від права відвідування та обшуку воюючими сторонами. Спочатку штатгальтеру вдалося запобігти цьому, але сильний дипломатичний тиск з боку Франції, яка вибірково застосовувала економічні санкції до голландських міст, які підтримували штатгальтер у цій політиці, змусив голландську владу приєднатися до нього в листопаді 1779 року. Тепер Генеральні штати наказали забезпечити ескорт і у грудні вийшов перший конвой під командуванням контрадмірала Лодевейка ван Байландта. Це призвело до принизливої справи Філдінга та Байландта 31 грудня, яка розлютила голландську громадську думку та ще більше підірвала позицію штатгальтера. Цей інцидент спонукав голландців домагатися вступу до Першої ліги збройного нейтралітету, яка сповідувала принцип «вільне судно, безкоштовні товари», особливо після того, як Велика Британія офіційно скасувала Торговий договір 1668 року. Голландці сподівалися отримати збройну підтримку з боку інших членів ліги та водночас зберегти свій нейтральний статус.

## Війна

### Проголошення війни
Британський уряд розцінив цей крок як небезпеку (що могло втягнути Велику Британію у війну з Росією та скандинавськими державами Швецією та Данією-Норвегією), тому оголосив війну республіці незабаром після того, як вона оголосила про свої наміри в грудні 1780 року. Щоб запобігти приходу Росії на допомогу голландцям (те, до чого не надто схилялася російська імператриця Катерина II), британський уряд навів низку скарг, які нібито не мали прямої залежності від вступу голландців до ліги. Одним із них був притулок, який голландці (неохоче) надали американському каперу Джону Полу Джонсу в 1779 році. Що ще важливіше, багато було зроблено з проекту торгового договору, таємно узгодженого амстердамським банкіром Жаном де Нефвілем і американським агентом в Екс-ла-Шапель Вільямом Лі. Цей проєкт був направлений Континентальним конгресом для встановлення дипломатичних відносин з Нідерландською Республікою. Британці наводили проект договору як доказ ненейтральної поведінки голландців.
Військово-морська потуга Голландії перебувала в занепаді з 1712 року. Флотом довго нехтували, і голландський флот, маючи на початку конфлікту лише 20 лінійних кораблів, не міг зрівнятися з британським Королівським флотом. Попри тому, що Генеральні штати ухвалили рішення про значне розширення флоту в 1779 році, безпосередньо перед доленосним рішенням ввести практику обмежених конвоїв, і навіть проголосували за виділення коштів на цю програму будівництва військово-морського флоту, справа просувалася дуже повільно. Іншою причиною нарощування потужності голландського флоту була відсутність відповідних новобранців — голландський флот платив нижчу заробітну плату, ніж торговельний флот, і не використовував примусовий набір матросів, як Королівський флот. Кількість доступних кораблів ще більше зменшилася на початку війни, коли кілька кораблів було захоплено британцями у Вест-Індії, оскільки вони не знали про початок війни. Конвой під командуванням контрадмірала Віллема Крула був втрачений на цьому шляху біля Сінт-Естатіуса в лютому 1781 року, і адмірал був убитий у короткому бою; в іншому бою капітан Байландт (племінник однойменного адмірала) здав свій корабель.
Явно виражена неповноцінність голландського флоту та його стан «неготовності» були часто повторюваним виправданням для голландських військово-морських командувачів, особливо віцеадмірала Андрієса Харцінка, який командував ескадрою Теселя, щоб тримати флот на якорі, і таким чином поступаючись домінуванням над Північним морем для блокування британського флоту. Протягом кількох тижнів після початку війни більше 200 голландських суден з вантажем на суму 15 мільйонів гульденів були захоплені англійцями, а ще 300 були заблоковані в іноземних портах.
Ще однією причиною недостатньої активності голландського флоту був той факт, що дипломатична діяльність ніколи не припинялася і створювала в голландського уряду ілюзію, що війна буде короткочасною. Імператриця Катерина, хоч і відмовилася прийти на допомогу голландцям, дуже активно пропонувала свої послуги для посередництва в суперечці. І британці, і голландці, з різною часткою щирості, співпрацювали в цих дипломатичних маневрах, які закінчилися нічим, але допомогли зберегти військову діяльність на низькому рівні, поки вона тривала.
Британський уряд також наполягав на тому, щоб голландці якнайшвидше завершили воєнні дії, особливо після того, як у березні 1782 року кабінет лорда Норта замінили Рокінгем і Фокс. Фокс негайно запропонував сепаратний мир на вигідних для голландського уряду умовах. На жаль для голландців, вони щойно тісніше зв'язали себе з Францією, погодившись діяти «узгоджено» з Францією у військово-морських справах, тому сепаратний мир більше не розглядався бажаним варіантом. Справжній військовий союз із Францією, однак, все ще блокувався штатгальтером, попри тому, що багато хто в республіці виступав за це.
Війна, по суті, розгорнулася на трьох основних театрах дій. Британія заблокувала голландські порти в Європі та розпочала експедиційні дії, намагаючись захопити голландську колоніальну власність по всьому світу. Вони були майже повністю успішними; лише спроба захопити голландський форт Ельміна на африканському Золотому Березі (сучасна Гана) зазнала невдачі. Хоча багато голландських територій у Вест-Індії були захоплені британцями, деякі, як-от Кюрасао, не зазнали нападу через їхню міцну оборонну потугу.

#### Вест-Індія
Кампанія у Вест-Індії закінчилася майже до того, як почалася. Адмірал Родні, командир станції Підвітряних островів британського Королівського флоту, напав на голландські колонії в цій частині Карибського моря: Сінт-Естатіус, Саба та Сінт-Мартен, щойно він отримав повідомлення про оголошення війни, здивувавши командирів голландських військово-морських і торговельних кораблів, які ще не знали про початок бойових дій. 3 лютого 1781 року острів Сінт-Естатіус, який відіграв таку велику роль у постачанні американським повстанцям зброї, був повністю спустошений британським флотом. Особливо мстивим він виявився проти єврейських купців на острові. Усі товари на острові були конфісковані, а всі купці, голландські, американські, французькі та навіть британські, депортовані. Частину награбованого було продано з аукціону на місці, але значна сума була розміщена на судна конвою, що попрямував до Британії. Проте значна частина конвою була захоплена в Ла-Манші французькою ескадрою під командуванням адмірала Піке де ла Мота. Однак французи не повернули товари голландцям.
Британці також здійснили спробу захопити Голландські Підвітряні Антильські острови, втім вони залишилися в руках голландців, як і Суринам, хоча сусідні Бербіс, Демерара та Ессекібо були швидко захоплені британськими військовими на початку 1781 року. Наступного року вони були відвойовані французьким капітаном Арманом де Керсеном та повернуті голландцям після війни.

#### Європейські води
Адмірал Гарцінк спочатку демонстрував наміри не ризикувати своїм флотом. Однак політичний тиск з метою вийти за межі безпечного рейду Тесел посилився і було зроблено кілька обережних спроб захопити британські конвої або супроводжувати голландські конвої. В одній з таких вилазок надзвичайно сильна ескадра під командуванням адмірала Йохана Зутмана та його заступника, контрадмірала Яна Гендріка ван Кінсбергена зіткнулася в серпні 1781 року з британською ескадрою приблизно однакової сили під командуванням адмірала Гайда Паркера в битві на Доггер-Банку, яка завершилася тактичною нічиєю.
За винятком битви на Доггер-Банці в європейських водах не сталося великих битв і британська блокада не наштовхнулася на опір з боку голландського флоту. Хіба що блокада завдала шкоди британським морякам, які тривалий час змушені були перебувати в морі (що навіть наражало їх на небезпеку цинги) і кораблі, які постраждали від сильного зносу. Крім того, через те, що для підтримки військово-морського домінування в Північному морі британцям довелося тримали на цьому театрі значну кількість кораблів, і тому, і без того перенапружений Королівський флот був ще більш втомлений після 1781 року. Кораблі, необхідні для блокади голландського узбережжя, не могли бути використані проти французів, американців та іспанців на інших театрах війни. В результаті це створило передумови, що сприяли ряду морських поразок, яких британці зазнали після 1781 року.

#### Азійський театр
Голландська Ост-Індська компанія відповідала за захист власних колоній на схід від Капської колонії, але цього раду їй вперше довелося звернутися за допомогою до голландського флоту. Однак спочатку не вистачало кораблів, а наявні військово-морські сили не змогли перешкодити Британії взяти під повний контроль голландську Індію. На початку 1782 року британський адмірал сер Едвард Г'юз захопив Тринкомалі на східному узбережжі Голландського Цейлону, який вважався найкращою гаванню в Бенгальській затоці.
У березні 1781 року британський адмірал Джордж Джонстон був відправлений на захоплення Капської колонії. Франція, яка вже планувала відправити флот до Індії, отримала інформацію від своєї розвідки та наказала своєму командиру Андре де Сюффрену спробувати досягти мису раніше Джонстона. Після того як Джонстон і Сюффрен зустрілися у випадковій битві на островах Кабо-Верде, Сюффрен зміг прибути до пункту призначення раніше Джонстона, і присутність значної сили французьких військ, які він залишив, відмовила Джонстона від нападу на колонію. Після захоплення кількох кораблів голландців у сусідній затоці Салданья британська ескадра повернулася у води Північної Атлантики.
Сюффрен продовжив шлях до острова Франс (нині Маврикій), а потім до Індії. Там він брав участь у ряді дій проти Г'юза. Сюффрен спробував взяти голландський порт Негапатам (зайнятий британцями в 1781 році), але був відбитий силами Г'юза. У серпні французи знову захопили Тринкомалі, і Сюффрен здолав Г'юза в морській битві через кілька днів. Обидва флоти відійшли, британці встали на ремонт у Бомбеї, а французи розпочали ремонт кораблів у голландській колонії Суматра. Г'юз і Сюффрен знову зустрілися в 1783 році, але новина про попередній мир між Францією та Великою Британією припинила військові дії в Індії.

### Припинення війни
2 вересня 1793 року був підписний, а 20 травня 1784 року остаточно узгоджений Паризький мирний договір, який завершував війну між Британією та новоствореними американськими державами, й який підбив підсумки англо-голландського конфлікту. За умовами миру Голландія отримала з рук Франції назад Тринкомалі, але Нідерланди поступилися Великій Британії південноіндійське місто Нагапаттінам, що належало їм протягом півтора століття. Французи також повернули інші нідерландські колонії, які вони відвоювали у британців, у тому числі колонії у Вест-Індії (наприклад, Сінт-Естатіус, який був захоплений адміралом Родні в лютому 1781 року, але був відвойований французьким адміралом де Грассом 27 листопада 1781 року). Крім того, британські піддані отримали можливість вільної торгівлі у Голландській Ост-Індії.
Фактичним результатом війни стало крайнє послаблення центральної влади в Нідерландах, що полегшило шлях до встановлення в 1795 пронаполеонівської Батавської республіки.